# Крум Радонов
Крум Георгиев Хаджирадонов с псевдоним Бай Георги е български учител и деец на Българската комунистическа партия (БКП).
Участник в комунистическото партизанско движение в България по време на Втората световна война. Командир на Четвърта горноджумайска въстаническа оперативна зона, военен деец, офицер и генерал-лейтенант. Брат му Христо Радонов също е генерал-лейтенант.

## Биография

### Произход, образование и младежки години
Крум Радонов е роден 8 март 1912 година в град Банско, Османската империя в семейството на Георги Хаджирадонов и Райна Хаджирадонова. Произхожда от семейство на дребни земеделци-собственици. От 1926 до 1931 година учи в Неврокопското педагогическо училище. В периода септември 1931 – март 1932 година работи като учител в село Перица. Протестира срещу дейността на ВМРО, за което е изгонен от окръга от организацията. От октомври 1932 до януари 1933 г. работи във винарски склад във видинското село Ново село. След това до март отново работи във винарски склад в София. В периода март 1933 – февруари 1934 година учи в Школата за запасни офицери в София. Става член на РМС през 1932 година и на БКП (т.с.) през 1934 г. От 1932 година получава смъртна присъда от ВМРО. От март до октомври 1934 е фелдфебел-школник в 13 пехотен полк в Горна Джумая. Между октомври 1934 и септември 1935 е учител в селата Баня и Добринище. Между септември 1935 и октомври 1938 година отново е учител в разложкото село Елешница. Уволнен като учител. В 1939 – 1941 година учи строително инженерство в Бърно и Братислава. В Братислава през 1940 година е секретар на българската студентска комунистическа организация (БСКО) и с.т. член на БОНСС.
От 22 юни 1941 година става нелегален и се връща в България. На 11 юли се свързва с Иван Козарев и става един от създателите на Разложката партизанска чета, а от април 1943 година – Партизански отряд „Никола Парапунов“. В 1943 година военнополевия съд в Неврокоп го осъжда задочно на смърт. От март 1944 г. командва Четвърта горноджумайска въстаническа оперативна зона, от август е и заместник-командир на Рило-Пиринския партизански отряд. В 1944 – 1945 година е член на горноджумайския областен комитет на БРП (к.) и завежда неговия военен отдел.

### Военна и политическа дейност
След 9 септември 1944 година е офицер в Българската армия. Участва във войната срещу Нацистка Германия като командир на двадесет и втора македонска бригада. От октомври 1945 до юни 1946 изкарва курс за старши офицери във Военното училище в София. Между юни и октомври 1946 г. е изпратен в Стара Загора за борба срещу царските офицери. От ноември 1946 до юли 1947 г. в началник на специална секция в щаба на седма стрелкова дивизия в Дупница. През юли-декември 1947 г. е инспектор Специалния отдел на министерството на отбраната. В периода януари 1948-ноември 1950 г. завършва курс за старши офицери във Военната академия „Фрунзе“ в СССР. От ноември 1950 до май 1952 г. е бил заместник-началник на Управление „Бойна подготовка“ в Генералния щаб. Между юни 1952 и декември 1953 г. е командир на втора мотострелкова дивизия. След това до август 1954 г. отново е заместник-началник на управление „Бойна подготовка“. От август 1954 до февруари 1955 г. е началник на управление „Военноучебни заведения“. От февруари до декември 1955 г. е командир на десета стрелкова дивизия в Дупница. През декември 1955 г. е назначен за заместник-командващ трета армия по строевата подготовка. По-късно командва съединение, заместник-командир на отделение и заместник-началник на Главното политическо управление (1957 – 1960), инспектор на специален отдел във военното министерство (1960 – 1962), началник на Организационно-мобилизационното управление на ГЩ (1962 – 1966), заместник-началник на Генералния щаб (1966 – 1973). Излиза в запаса през 1973 г. Генерал-майор от 18 юни 1956 г. Военно звание генерал-лейтенант от 1964. Народен представител от Благоевградски окръг. Командир на операция „Българска слава“ (1958 – 1982).
Крум Радонов умира през 2002 г. в София.

## Образование
- Неврокопско педагогическо училище (1926 – 1931)
- Школа за запасни офицери (март 1933 – февруари 1934)
- Военно училище, София (октомври 1945 до юни 1946), курс за старши офицери
- Военната академия „Фрунзе“, СССР (януари 1948-ноември 1950), курс за старши офицери

## Награди
С указ № 435 от 7 март 1972 година е провъзгласен за „Герой на социалистическия труд“, а от 1982 година – за „Герой на Народна република България“. Носител е на Орден „Георги Димитров“ (1972, 1982), „НРБ“ – I степен (1959, 1962, 1964, 1969), орден „Народна свобода 1941 – 1944“, I ст. (1945), орден „9 септември 1944 г.“, I ст. (1956) и съветските „Отечествена война“, I ст. (1969), „Дружба между народите“ (1974) и „Октомврийска революция“ (1976).

## Трудове
Автор е на мемоарната книга „Спомени“. Участва активно в дискусията за Никола Вапцаров. Дарява родната си къща в Банско и през 2007 г. в нея е открит Историко-етнографски комплекс „Радонова къща“.